# Aita Mare
Aita Mare (em húngaro: Nagyajta) é uma comuna romena localizada no distrito de Covasna, na região histórica da Transilvânia. A comuna possui uma área de 67.97 km² e sua população era de 1750 habitantes segundo o censo de 2007.